# Јевишовице
Јевишовице (чеш. Jevišovice) град је у Чешкој Републици. Град се налази у управној јединици Јужноморавски крај, у оквиру којег припада округу Знојмо.

## Становништво
Према подацима о броју становника из 2014. године град је имао 1.158 становника.